# Сбогом, гълъби
Сбогом, гълъби е съветска мелодрама от 1960 г., заснета във филмовото студио в Ялта от Яков Сегел.

## Сюжет
Генка Сахненко учи в университет и работи. Но той, почти възрастен и независим човек, има една тайна: след работа той се изкачва на гълъбарника. Има страст към гълъбите от дете. Генка е доволен от работата си (той дори ще надхитри своя колега, бригадир Максим Петрович, който обича да таксува наемателите за работа), но един ден, след като е наранил ръката си, той се озовава в болницата, където се сприятелява с медицинската сестра Таня . Въпреки това, след известно време, по комсомолски билет, Генка трябваше да напусне да работи в друг град и той даде своите гълъби на първокласник.

## Създатели
- Сценарист и режисьор на продукцията: Яков Сегел
- Оператор: Юрий Ильенко
- Композитор: Марк Фрадкин
- Автор на текста: Михаил Матусовски
- Художници-декоратори: Л. Георгиев, Валери Левентал
- Художник на костюмите: Наталия Панова
- Звукооператор: В. Дмитриев
- Режисьор на монтажа: Л. Родионова
- Режисьори: В. Григориев, Евгений Фридман
- 2-ри оператор: Вилен Калюта
- Редактори: Г. Бахтиярова, Валерия Погожева
- Режисьор на картината: А. Яблочкин

## Актьорски състав
- Алексей Локтев – Гена Сахненко
- Светлана Савёлова – Таня Булатова
- Савелий Крамаров – Васка
- Валентина Телехина – Мария Юхимивна
- Сергей Плотников – Максим Петрович
- Леонид Галис – Константин Булатов
- Антонина Максимова – епизод
- Пьотър Вескляров – Иля Захарович
- Вера Предаевич е екскурзовод
- Анна Николаева – Олга Булатова
- Валентин Брюлеев е купувач на мотоциклет
- Александър Сумароков е случаен минувач с чадър
- Олга Наровчатова – Олга Наровчатова – „Жулиета“, диспечер на регионалния офис на „Киевгаз“
- Григорий Тесла

## Заснемане
Снимките на целия филм се състояха в град Киев – на улица „Крещатик“ и площад „Независимост“ (т.е. площад „Калинин“). Също така голям брой сцени са заснети на територията на Чоколивка, в незавършения по това време Първомайски масив – на улица „Авиаконструктор Антонов“, улица „Уманска“ и булевард „Чоколивски“ (включително на площада на космонавтите).